# Apocalipse de Tomé
O Apocalipse de Tomé ("Revelação") é uma obra dos apócrifos do Novo Testamento, aparentemente composta originalmente em latim e a data do texto completo aponta para os tempos de Arcádio e Honório. Esta obra emergiu recentemente e, por isso, há poucos trabalhos acadêmicos sobre ela. 

## O texto
O Decreto Gelasiano condenou uma obra chamada "Revelações de Tomé" como sendo apócrifo e isso era tudo o que se conhecia sobre ela.

## A obra
A visão relatada é sobre o fim do mundo e parece ser uma versão do Apocalipse de João, escrita de uma forma um pouco menos enigmática (ou mística).
Há duas versões do texto, uma curta e uma longa. A versão curta parece ser apenas o resultado de uma interpolação do século V d.C. sobre a versão curta. 